# Edgar La Selve
Edgar La Selve, né le 11 décembre 1849 à Lalinde (Dordogne) et mort le 26 avril 1892 à Paris,, est un écrivain et un humaniste français.

## Biographie
Edgar La Selve semble arriver en Haïti fin 1871, mû par le désir de voyager, et il est probablement engagé sur place comme professeur de rhétorique au lycée national de Petion de Port-au-Prince.
En 1880, avec Victor Cochinat, il fonde La Revue exotique, organe d'une association, l'Académie des Palmiers de Paris, à buts humanistes : éduquer par la littérature, abolir la guerre, la traite négrière, et la peine de mort. Elle offre des voyages et des bourses d'études aux jeunes gens sur concours,.
Le 04 janvier 1890, il est cité au titre "Délégué général, Officier d’Académie et du Nichan Iftikhar", de l'Association Universelle - Académie internationale des palmiers, lors de la publication dans le journal "l'Électeur",p.2 , des statuts et de la lettre conférant la "médaille d'honneur" à ce journal. Ernest Pacaud fondateur en 1880 puis directeur du journal en 1885, est aussi l'organisateur politique d'Honoré Mercier et un ami intime de Wilfrid Laurier. L'Électeur est l'organe officiel du parti libéral fédéral et provincial. Parmi ses collaborateurs on compte des plumes célèbres comme Arthur Buies et Louis Fréchette. 
[Où ?]« En politique, il faut compter sur les institutions et jamais sur les hommes. »

Un buste en terre cuite le représentant a été sculpté par Victorien Antoine Bastet (1853 - 1905), exposé au Salon des artistes français en 1883.

## Œuvres
- Les Amours infortunés de Léandre et d'Héron
- Biographie de Charles Baillairgé, Paris 1889, avec addenda jusqu'à ce jour, par Léon Lortie, Québec, 1897
- Fleurs des tropiques, sonnets exotiques
- Biographie de M. Deveau-Carlier, bienfaiteur de l'humanité
- Entre les tropiques. En Barbaco, souvenirs de voyage, littérature
- Romans exotiques illustrés. Le général Cocoyo, mœurs haïtiennes, Paris : E. Dentu, 1888
- Romans exotiques illustrés. Sous les palmiers d'Algérie, trois jours de quarantaine
- Romans exotiques illustrés. Ana-Magna. Esquisse biographique de l'auteur, par Benoît d'Haurenne
- Histoire de la littérature haïtienne, depuis ses origines jusqu'à nos jours, suivie d'une anthologie haïtienne, Versailles : Imprimerie de Cerf, 1875
- La République d'Haïti, ancienne partie française de Saint Domingue, Le Tour du monde, nouveau journal des voyages, 1871.
- Le Pays des nègres, voyage à Haïti, Paris : Hachette, 1881
- Les Terres françaises. La Guadeloupe et ses dépendances
- M. le chevallier G. Des Godins de Souhesmes (biographie)
- Nouvelles patriotiques : Une Lorraine
- Récits patriotiques illustrés. La Laüvetto (préface d'Elie Maine de Biran)
- Récits patriotiques illustrés. L'artilleur de Longwy. (préface d'Elie Maine de Biran)